# Редько, Людмила Леонидовна
Людми́ла Леони́довна Редько (25 марта 1949, Онега, Архангельская область, СССР) — российский педагог, ректор Ставропольского государственного педагогического института (2001—2007), доктор педагогических наук (2001), профессор, заслуженный учитель Российской Федерации (1994), действительный член Российской академии педагогических и социальных наук, депутат Думы Ставропольского края.

## Биография
В 1971 году окончила историко-филологический факультет Ставропольского государственного педагогического института по специальности «Учитель истории и обществоведения» с дополнительной специальностью «Русский язык и литература».
С 1971 года работала методистом Дворца пионеров г. Ставрополя, в 1972 году была назначена инструктором, после чего избиралась секретарём — заведующей отделом школьной и учащейся молодежи, вторым секретарём Октябрьского райкома ВЛКСМ г. Ставрополя.
В 1975 году переведена на работу в краевой комитет ВЛКСМ на должность заведующей отделом студенческой и научной молодежи, в 1980 году — в краевой комитет КПСС г. Ставрополя, где работала в отделе науки и учебных заведений по апрель 1986 года.
В 1986 году возглавила Ставропольское педагогическое училище.
В 1997 году защитила диссертацию на соискание ученой степени кандидата педагогических наук по теме «Социально-образовательная модель педагогического колледжа как среда саморазвития личности», в 2001 году — диссертацию на соискание ученой степени доктора педагогических наук по теме «Управление качеством непрерывного уровневого образования в региональном учебно-научно-педагогическом комплексе».

## Научно-исследовательская деятельность
Возглавив Ставропольское педагогическое училище, Редько за два года разработала долгосрочную программу «Становление духовно-нравственной культуры личности в процессе подготовки педагога».
В 2000 году Редько разработана и методологически обоснована авторская Концепция создания в Ставропольском крае регионального Центра педагогического образования как единого образовательного и культурного пространства.
В 2004 году по инициативе Редько создана первая краевая научная лаборатория «Антропология детства», руководителем которой она является.
Л. Л. Редько воспитала большую группу ученых и специалистов в области педагогики и управления образованием, под её руководством подготовлен ряд докторских («Проектирование интегративного образовательного пространства педагогического вуза (в системе обеспечения качества подготовки учителя)», «Формирование культурной идентичности и толерантности будущих учителей в процессе изучения русской литературы») и кандидатских диссертаций («Развитие духовно-нравственного потенциала будущего учителя в процессе профессиональной подготовки в вузе на основе интегративного подхода» и др.).
С 2008 года Редько — руководитель Ставропольского регионального научного Центра профессионального образования Южного отделения Государственной академии наук «Российская академия образования».

## Учебно-методическая работа
Наряду с научной деятельностью профессор Редько в течение многих лет руководит одной из ведущих кафедр института — кафедрой философии и культурологии. Член регионального Совета по педагогическому образованию, коллегии Министерства образования и молодежной политики Ставропольского края.
Имеет более 100 научных трудов по философии образования, педагогике, педагогической антропологии и управлению качеством образования.

## Политическая деятельность
С 2007 года Редько — депутат Думы Ставропольского края — высшего законодательного и представительного органа государственной власти Ставрополья. В составе Думы Ставропольского края V созыва занимает должность заместителя председателя комитета по образованию и науке.
В августе 2014 года являлась доверенным лицом кандидата в губернаторы Ставропольского края В. В. Владимирова.
С сентября 2011 года является членом двух экспертных советов: по законодательному обеспечению образования Комитета Совета Федерации по науке, образованию и культуре и по вопросам координации развития федерального и регионального образовательного законодательства при Комитете Государственной думы РФ по образованию.

## Награды
- 1994 — звание «Заслуженный учитель Российской Федерации» (Указ Президента РФ от 17.05.1994 г.).
- 1999 — медаль ордена «За заслуги перед Отечеством» II степени (Указ Президента РФ № 1196, 1999 г.).
- 2000 — победа в первом Всероссийском конкурсе «Лидер в образовании».
- 2003 — избрание академиком Международной Славянской академии им. Я. А. Коменского.
- 2004 — медаль «За заслуги перед Ставропольским краем» (Постановление Губернатора Ставропольского края от 09.03.2004 г. № 116).
- 2009 — орден Дружбы — «за плодотворную деятельность по сближению и взаимообогащению культур наций и народностей» (Указ Президента РФ № 1703 от 01.12.2008 года).
- 2009 — орден Святой равноапостольной княгини Ольги — «за научную и административную деятельность в возрождении духовной жизни общества, миссионерские, благотворительные, социальные и просветительские труды».
- 2014 — почётная грамота Совета Федерации Федерального Собрания РФ — «за большой вклад в развитие парламентаризма в Российской Федерации и совершенствование законодательства Ставропольского края».
- 2014 — почётное звание «Почётный работник высшего профессионального образования Российской Федерации» (приказ Минобрнауки России от 12.09.2014 г. № 742/к-н).